# میخایل ملدنسکی
 میخایل ملدنسکی (روسی: Михаил Серге́евич Молоденский؛ زاده ۱۹۰۹ درگذشته ۱۲ نوامبر ۱۹۹۱) یک ژئودزی فیزیک‌دان (فیزیکال ژئودزی) معروف و زاده‌ی شوروی سابق بود.